# Keizersgracht 609
Keizersgracht 609 is een gebouw aan de Keizersgracht, Amsterdam-Centrum.
In de Amsterdamse grachtengordel werd al in de 17e eeuw gebouwd. Bebouwing is dan ook al ingetekend in de kaart van Frederik de Wit uit 1688. Op een prent uit circa 1768 van Jan Caspar Philips is hier een gebouw te zien, dat eruitziet als een standaard pakhuis, met aan de enerzijds drie koopmanshuizen en aan de andere kant een koetshuis. Cornelis Bors van Waveren is enige tijd eigenaar geweest van een rijtje panden alhier, maar onduidelijk is of nummer 609 daar ook onder viel.

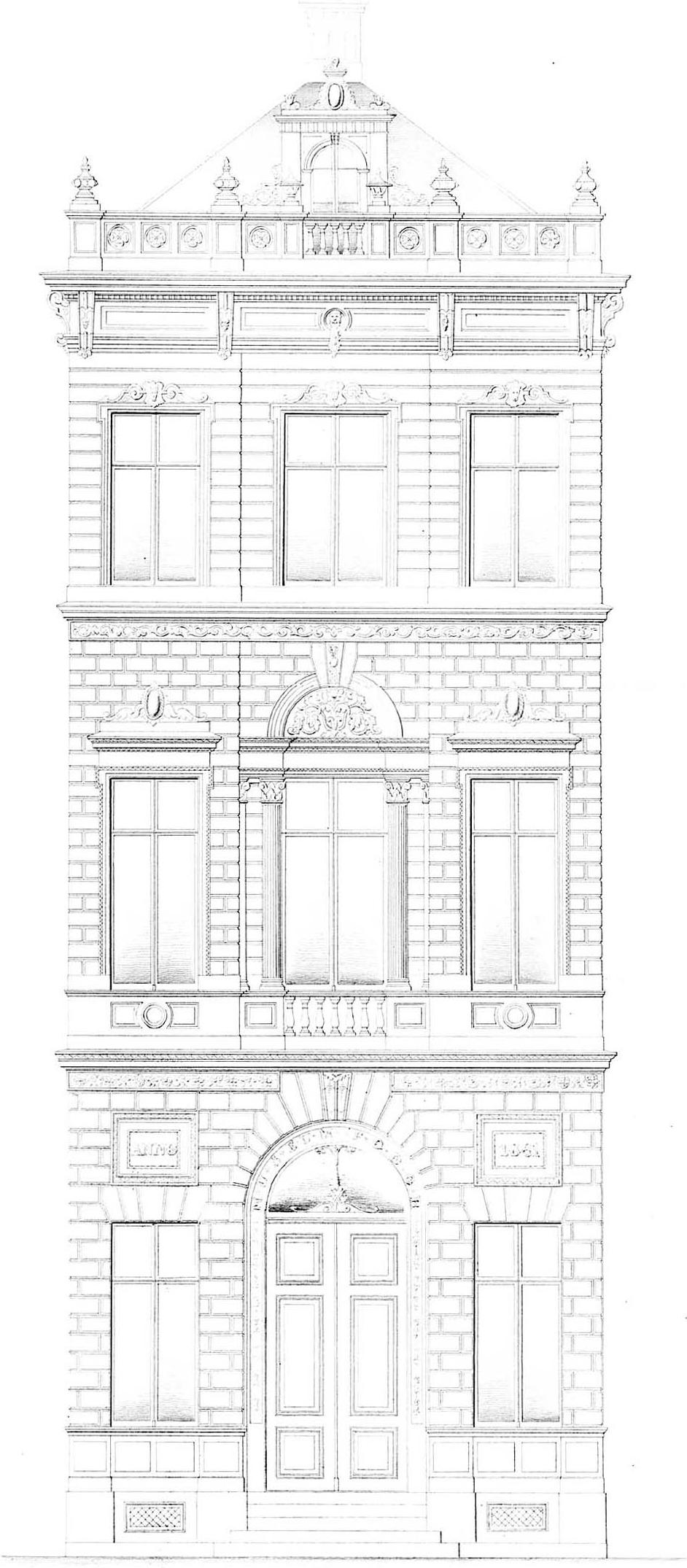
Bouwtekening van Cornelis Outshoorn

Op 24 december 1860 overleed Carel Joseph Fodor, de eigenaar van het gebouw (en de panden met halsgevels ernaast op 611 en 613). Hij liet het gebouw na aan de stad Amsterdam met de bepaling dat het omgebouwd moest worden tot museum, ter onderbrenging van zijn uitgebreide verzameling van toen moderne kunst (collectie Levende Meesters). De gemeente nam het legaat aan. Fodor had bepaald dat het gebouw voor maximaal 60.000 gulden verbouwd mocht worden. Rond 18 juni 1861 besteedde de gemeente echter aan "het bouwen van een museum aan de Keizersgracht nabij de Vijzelstraat". Overeenkomstig de wens van de overledenen werd het een "gaanderij voor schilderijen en teekeningen". De gemeente benaderde in eerste instantie (stads)architect Willem Springer, die het budget en de opdracht te beperkt vond en daarmee niet lastiggevallen wilde worden. Cornelis Outshoorn kwam met een ontwerp dat in goede aarde viel. Zeker de voorgevel van het gebouw werd dermate gewijzigd, dat de vraag rijst of er alleen verbouwd is of dat er werkelijk een nieuw gebouw is neergezet. In april 1862 was het gebouw dermate gevorderd dat koning Willem III der Nederlanden op bezoek kwam. De officiële opening van het museum vond plaats op 18 april 1863 (Fodor was geboren op 18 april 1803). Het Algemeen Handelsblad meldde op 21 april 1863 naar aanleiding van die opening dat het gebouw een grote entree had, rijk voorzien van marmer en stucwerk met een bewerkt plafond. Een brede mahoniehouten trap met bronzen leuningen leidde naar een kleine kunstzaal, waar in de hoeken twee beelden stonden. De volgende zaal was een grote zaal die mede verlicht werd door een dubbele glazen kap. Die grote vierkante zaal was eenvoudig, doch rijk versierd. Vanuit deze zaal waren nog enkele zalen in de naburige panden te betreden. Alle zalen hadden toch vooral de vorm van een galerij/gaanderij, zodat uitgebreid genoten kon worden van de kunstwerken.
De eerste gebruiker was natuurlijk Museum Fodor, vanaf 1948 als dependance van het Stedelijk Museum. Daarna volgde in 1993 het Nederlands Vormgevingsinstituut, dat in 2000 werd opgeheven. Sinds 2001 heeft het gebouw weer een museale functie, met de komst van Foam Fotografiemuseum Amsterdam. De verbouwing daartoe werd begeleid door Benthem Crouwel Architekten.
Het gebouw is sinds 9 juni 1970 vermeld als rijksmonument in het monumentenregister. De omschrijving is daarbij uiterst summier: een ouder pakhuis verbouwd gebouw met zandstenen Italianiserende gevel onder een rechte lijst naar een ontwerp van Outshoorn. In 2017 staat er een symmetrisch gebouw van drie verdiepingen achter een voorgevel bijna geheel opgetrokken uit zandsteen. Elke verdieping wordt afgesloten met een lijst. De begane grond heeft twee ruiten aan weerszijden van de deur onder een bovenlicht in een hoog uitgesneden boogconstructie. Boven die deur een sluitsteen met versiering. In de boog staat in (blad)gouden letters "MUSEUM FODOR". Aan beide zijden daarvan twee datumstenen "ANNO" en "1861". Net onder de eerste lijst treft men nog enkele versieringen aan, gelijk als daar net boven. Het middelste raam op de eerste etage is enigszins teruggetrokken geplaatst tussen pilasters, voor het raam zijn kandelaberzuiltjes te zien. Boven alle drie de ramen zijn schilden te zien. Onder de tweede lijst zijn er weer uitgebreide versieringen te zien. De ramen op de tweede etage zijn gelijkvormig, maar ook hier is het middelste raam enigszins teruggetrokken geplaatst. Daarboven bevindt zich de bovenst lijst, die ondersteund wordt door vier versieringen.. Daarop is een soort balkonafscheiding te zien.